# Distretto di contea di Merthyr Tydfil
Il distretto di contea di Merthyr Tydfil (in inglese Merthyr Tydfil County Borough, in gallese Bwrdeisdref Sirol Merthyr TudfulMerthyr Tudful) è un distretto di contea del Galles meridionale.
Il capoluogo è Merthyr Tydfil.

## Geografia fisica
Il distretto confina a nord ed a nord-est con la contea di Powys, a est e a sud con il distretto di contea di Caerphilly e a ovest con il distretto di contea di Rhondda Cynon Taff.
Il territorio è prevalentemente collinare e raggiunge la massima altezza con i 515 metri della collina di Waun Llysion. Tra le colline si distende la valle del fiume Taff in cui è posta la città di Merthyr Tydfil.
L'area settentrionale del distretto ricade nel parco nazionale di Brecon Beacons.

## Amministrazione
Gli attuali confini del distretto risalgono al 1974. Da allora e fino al 1996 il distretto ha fatto parte della contea amministrativa di Mid Glamorgan. È divenuto una unitary authority il primo aprile del 1996 in attuazione  del Local Government (Wales) Act del 1994.